# ادورا
ادورا (به لاتین: Adora) یک منطقهٔ مسکونی در اسرائیل است که در Har Hevron Regional Council واقع شده‌است.